# Клеман Лефер
Клеман Лефер  (фр. Clément Lefert, 26 вересня 1987) — французький плавець, олімпійський чемпіон.

## Виступи на Олімпіадах
| Олімпіада   | Дисципліна                        | Місце |
| ----------- | --------------------------------- | ----- |
| Пекін 2008  | естафета 4 × 200 вільним стилем   | 11    |
| Лондон 2012 | естафета 4 × 100 вільним стилем   | 1     |
| Лондон 2012 | естафета 4 × 200 вільним стилем   | 2     |
| Лондон 2012 | плавання на 100 метрів, батерфляй | 31    |

## Зовнішні посилання
- Досьє на sport.references.com [Архівовано 26 листопада 2009 у Wayback Machine.]